# Агим Чеку
Агим Чеку (на албански: Agim Çeku) е политик (министър-председател на Косово от 10 март 2006 до 9 януари 2008 г.) и военен офицер (югославски, хърватски и косовски) от Косово. Ръководи коалиционно правителство в критичен период.

## Биография
Роден е в село Чушк, община Печ, Косово и Метохия, Сърбия, Югославия на 29 октомври 1960 г. Завършва Висшата военна школа в Белград и Военната академия в Загреб.
Постъпва на военна служба в Югославската армия като командир на отделение. В нея служи до 1991 г., когато започва окончателното разпадане на Югославия. Преминава в хърватската армия като артилерийски капитан и командир през 1991 г. По време на военните действия през войната за независимост на Хърватия е раняван 9 пъти. През 1995 г. е произведен в чин бригаден генерал.
През март 1999 г. се включва в Армията за освобождаване на Косово (АОК) като началник на Генералния щаб. Координира действията на АОК с тези на НАТО. Завършва войната с чин генерал-подпоручик и получава отлична оценка за действията си, както от Косово, така и от НАТО.
Агим Чеку се включва в преговорите за демобилизация и трансформация на АОК в Корпус за защита на Косово (КЗК). За 6 години, като негов командир, той трансформира КЗК във военна сила по западен образец в постоянно сътрудничество със западната общност. Произведен е в чин генерал-лейтенант.
При първото си обръщение в косовския парламент говори на албански и сръбски език, призовавайки към толерантност и демократични промени. За 2007 година е с най-висок рейтинг между косовските политици. Владее сърбо-хърватски и английски език.
Семеен, съпругата му е полу-хърватка, полу-сръбкиня, има дъщеря и 2 сина.

### Задържане в България
Агим Чеку е арестуван при влизане в България, на 24 юни 2009 година, на ГКПП „Гюешево“ поради издадена европейска заповед за неговото задържане заради присъда (20 години затвор) от сръбски съд по обвинение в извършване на геноцид. Сръбските власти обвиняват Чеку във военни престъпления, извършени по време на войната от 1998-1999 година. Според властите той е отговорен за убийството на 669 сърби и 18 други неалбанци. Чеку е задържан в полицията в град Кюстендил.
Преди това е задържан по същите обвинения в Колумбия. На 25 юни 2009 г. Кюстендилският съд решава да бъде освободен незабавно.